# Niclas Kindvall
Pour les articles homonymes, voir Kindvall.
Niclas Kindvall (né le 19 février 1967 à Rotterdam aux Pays-Bas) est un ancien joueur international de football suédois.
Il est le fils du légendaire footballeur suédois Ove Kindvall.

## Palmarès
- Meilleur buteur de l'Allsvenskan 1994 (23 buts).